# Ньюбері (Беркшир)
Ньюбері (англ. Newbury, Berkshire) — історичне ринкове місто церемоніального графства Беркшир в Англії, адміністративний центр унітарної одиниці Західного Беркшира. Ньюбері розташоване у долині річки Кеннет, в 42 км на південь від Оксфорда, в 40 км на північ від Вінчестера, в 43 км на південний схід від Свіндона і в 32 км на захід від Редінга, на краю Беркширського Даунса.
Центр міста навколо великої ринкової площі зберігає рідкісний середньовічний Клос-Холл та церкву Святого Миколая XV століття, а також будівлі, збудовані у XVII та XVIII століттях. У місті перебуває штаб-квартири компаній Vodafone UK та Micro Focus International.
Місцева економіка взаємопов'язана з промисловими, логістичними та дослідницькими підприємствами, близькими до Ньюбері, головним чином розташованими навколо Редінга, Брекнелла, Мейденхеда та Слау.
Разом із сусіднім містечком Тетхем, віддаленим на відстані 4,8 км, Ньюбері становить міський район з населенням приблизно 70 000 людей.

## Відомі постаті
- Майкл Бонд
- Чарльз Гефферон
- Джон Ньюпорт Ленглі
- Альберт Брюс Джексон